# حقوق المرضى
وثيقة حقوق المرضى قائمة من الضمانات لأولئك الذين يتلقّون الرعاية الطبّيّة. قد تأخذ الوثيقة شكل قانون أو إعلان غير ملزم. عادةً ما يضمن قانون حقوق المرضى حماية معلوماتهم، والمعاملة العادلة لهم، والاستقلالية في القرارات الطبّية، وحقوق أخرى. وفقا لدستور منظمة الصحة العالمية والإعلان العالمي، يعترف الضمير الدولي في نهاية المطاف بحق كل فرد في أن يطلب من بلده حدا أدنى من الخدمات الصحية التي تتفق مع الكرامة الإنسانية ومستوى التنمية الاقتصادية والاجتماعية للبلد ودرجة الكمال التي حققتها العلوم الطبية. ويتعين على كل فرد أن يحافظ على صحته، بينما يتعين على الدولة أن توفر لكل فرد إمكانية الوصول المجاني إلى الخدمات الصحية.

## حقوق المرضى المعترف بها
يحوي ميثاق حقوق المرضى سبعة عشر حقّاً يمتلكه المريض:
الحقّ في الحصول على المعلومات: فلكلّ مريضٍ الحقّ في معرفةِ ماهيّة المرض الذي يعاني منه، وأسبابه، وحالة التشخيص (المؤقّت أو المؤكّد)، والتكاليف المتوقعة للعلاج. ويجب على مزوّدي الخدمات علاوةً على ذلك أن يوصلوا هذه المعلومات للمريض بطريقة قابلة للفهم.
الحقّ في الوصول إلى السجلّات والتقارير: يحقّ للمريض الوصول إلى سجلّاته الطبية وتقارير الفحوص الخاصّة به. يجب على مزوّدي الخدمة الطبّية توفيرها عند دفع المريض لرسوم تصويرالسجلّات والتقارير الخاصّة به حسبَ القابليّة.
الحقّ في الرعاية الطّارئة: تلتزم المستشفيات العامّة والخاصّة بتوفير الرعاية الطّبّيّة الطارئة بغضّ النظر عن قدرة المرضى على دفع تكاليف الخدمات.
الحقّ في الموافقة المُسبقة: يحقّ للمريض طلب موافقته المُسبقة على العلاج الذي ينطوي على نسبة معيّنة من الخطر قبل تقديم العلاج له. فيجب على الأطبّاء شرح المخاطر الناتجة عن تلقّي العلاج بشكلٍ واضح وعليهم البدء بالعلاج فقط بعد الحصول على الموافقة الخطّيّة الصريحة من قبل المريض.
الحقّ في السّرّية والكرامة الإنسانيّة والخصوصيّة: يجب على الأطباء الحفاظ على السرّيّة التامّة فيما يتعلّق بحالة المريض، باستثناء الحالات التي تحمل تهديدات مُحتملة للصحّة العامّة. في حالة الفحص الجسدي من قبل طبيب ذكرعلى مريضة، يحقّ للمريضة أن يكون هناك أنثى حاضرة طوال العملية. كما يتعيّن على المستشفيات الحفاظ على معلومات المريض من أيّ تهديدات خارجية.
الحقّ في الرأي الثاني: يحقّ للمريض التماس الحصول على على رأي ثانٍ، ويجب على المستشفيات تسهيل الوصول إلى أيّ معلومات أو سجلّات يطلبها المريض للقيام بذلك.
الحقّ في السلامة والرّعاية الجيّدة تبعاً للمعايير: يجب أن تضمن المستشفيات بيئة صحية ومعقّمة للأماكن التي تقدّم خدماتها فيها.
الحقّ في الاختيار بين طرق العلاج البديلة إن توفّّرت: يحقّ للمرضى دراسة بدائل العلاج وحتّى رفض العلاج.
الحقّ في اختيار مصدر الحصول على الأدوية أو التحاليل: تعتبر أي صيدليّةٍ مرخّصةٍ أو أيّ مختبر مرخّصٍ للتحاليل الطبّيّة مكاناّ مؤهّلاً لتزويد المرضى بالحاجيّات والخدمات التي يحتاجونها.
الحقّ في الإحالة والنقل المناسبين والخاليين من عوامل التأثير التجارية الضارّة: يحقّ للمريض في حالة التحويل أو النقل، الحصول على تفسير يبرر ذلك، ويحقّ له أيضاٌ أن يحصل على تأكيد من المستشفى الذي سينقل إليه بقبوله فيها.
حقّ المرضى المشاركين بالتجارب السريريّة في الحماية: يجب أن تتوافق التجارب السريرية مع جميع المعايير والبروتوكولات الصادرة عن المديرية العامة للخدمات الصحية.
الحقّ في الحماية من المشاركين في البحوث الطبية البيولوجيّة والبحوث الصحّيّة: فيجب على الدّراسات التي تشمل المرضى اتّباع (المبادئ الوطنيّة التوجيهيّة الأخلاقيّة للبحث الطبّيّ الحيويّ والصحّي التي تشتمل على مشاركين بشريين).
الحقّ في تخريج المريض من المستشفى، أو استلام جثّة المريض المتوفى: يحّق للمرضى أن يتم تصريفهم وألّا يتمّ احتجازهم في أي منشأة تقدّم العناية الصحّيّة لأسباب إجرائية مثل النزاعات المتعلّقة بالدفع.
الحق في التثقيف: بالإضافة إلى المعلومات الخاصّة بحالتهم، يحقّ للمرضى معرفة خدمات الصحّة العامّة مثل خطط التأمين الصحّي والمستشفيات الخيرية.
الحقّ في أن يتمّ الاستماع إليه وطلب التعويض: يحقّ للمرضى تقديم التقييم والتعليقات لمقدّمي خدماتهم الصحية والشكاوى على النحو المطلوب. بالإضافة إلى ذلك، يحقّ لهم الحصول على تعويض في الحالات التي يتم فيها انتهاك أي من حقوقهم.

## حسب البلدان

### المغرب
قد أعرب المغرب عن اهتمامه بالاعتراف بالحق في الصحة لجميع السكان، وهو حق يستند أصله إلى الدين الإسلامي.

### الهند
وضعت اللجنة الوطنيّة لحقوق الإنسان في الهند ميثاق حقوق المرضى في عام 2018 وذلك تحت إشراف وزارة الصحة ورعاية الأسرة (MOHFW)، وبناءً على توصية من المجلس الوطني للمنشآت الصحّية، قدّمت وزارة الصحة العامّة الميثاقَ للعامّة لتقديم الاقتراحات والتعليق عليه في شهر أغسطس/ آب من العام ذاته 2018.
يعتمد الميثاق على أحكام مختلفة ذات صلة بحقوق المرضى كانت من قبل متبعثرةً في الدّستور الهنديّ وفي قانون الأدوية والتجميل لعام 1940، وقانون المنشآت السريرية لعام 2010، وفي العديد من القرارات الصادرة عن المحكمة العليا في الهند، والعديد من المصادر التشريعية الأخرى. يهدف الميثاق إلى:
1. توفير مرجع لحكومات الولايات لسنّ القوانين أو تعديلها.
2. توفير إطار من معايير الرعاية الصحّية لمقدّمي الخدمات الطبّيّة.
3. ورفع مستوى الوعي لدى المرضى حول حقوقهم.[5]

### فرنسا
في القانون الفرنسي، تُعد حقوق المرضى مدرجة بشكل خاص في قانون الصحة العامة. كما أن قواعد السرية الطبية تتعلق أيضًا بحقوق المرضى.
ومع ذلك، يتجاوز الأمر مجرد السرية الطبية، حيث تُعتبر استقلالية المريض مبدأً مركزيًا في العلاقة بين الممارس والمريض. نظرًا لأن العديد من المرضى يشعرون بالاعتماد على الأطباء، فإنه من الضروري أن يحترم هؤلاء الأطباء استقلالية المرضى. وهذا يعني ضرورة خلق بيئة يتمكن فيها المرضى من اتخاذ قرارات تتماشى مع كرامتهم، مع الأخذ في الاعتبار، إذا لزم الأمر، قيمهم الدينية. وفقًا لهوريه، مؤلف أول قانون أخلاقي في فرنسا، «لا توجد أخلاق عالمية، لأن الخيارات الأخلاقية تتأثر بالإشارات الثقافية والاجتماعية والروحية والتاريخية». وقد أكد ذلك مرارًا خلال تجربته كعضو في اللجنة الدولية للأخلاقيات الحيوية التابعة لليونسكو. ومع ذلك، هناك بعض المبادئ الأخلاقية الأساسية المعترف بها عالميًا: استقلالية الفرد، التي تُعبر عنها الموافقة، والعمل من أجل الخير وعدم إلحاق الأذى من خلال تقييم الفوائد والمخاطر، بالإضافة إلى الإنصاف والعدالة، خاصة في ما يتعلق بالوصول إلى الرعاية الصحية.

### إيران
تعتبر حقوق المرضى حجر الزاوية في أي نظام صحي متطور. في إيران، على الرغم من التقدم الذي أحرزته البلاد في مجال الرعاية الصحية، لا تزال هناك تحديات تواجه تحقيق هذه الحقوق بشكل كامل. من بين هذه التحديات، يمكن ذكر عدم المساواة في الوصول إلى الخدمات الصحية، ونقص الوعي بحقوق المرضى، وقصور في تطبيق القوانين واللوائح ذات الصلة. ومع ذلك، هناك جهود مبذولة لتحسين الوضع، مثل تطوير البنية التحتية الصحية وتدريب الكوادر الطبية. من الضروري الاستمرار في هذه الجهود والعمل على إشراك المجتمع المدني والمؤسسات الحكومية في تعزيز حقوق المرضى وحمايتها.

## المسؤولية الأخلاقية للمهنيين الصحيين في احترام حقوق المرضى
بتسليط الضوء على المسؤولية الأخلاقية لمهني الرعاية الصحية تجاه مرضاهم، نذكر المبادئ الأساسية مثل احترام الذاتية، ومنع الأذى، وتعزيز الرفاهية، وتحقيق العدالة. هذه المبادئ تلعب دورًا اساسيا في توجيه القرارات الطبية، مساعدة مقدمي الرعاية الصحية على الحرص على رفاهية المرضى مع الحفاظ على قدرتهم على اتخاذ القرار، وبالتالي، تحقيق توازن أساسي بين الأخلاقيات الطبية والتزام مهنيي الصحة تجاه المرضى

## أخلاقيات الطب وحقوق المرضى
منهج جديد في الأخلاقيات الطبية يركز على حدود العقلانية في اتخاذ القرارات المتعلقة بنهاية الحياة. ويعترف بأن لدى المرضى تفضيلات غير مؤكدة وعاطفية قد لا تتوافق مع النموذج التقليدي للاختيار العقلاني. هذا النهج يهدف إلى مراعاة هذه العوامل مع مساعدة المرضى على اتخاذ قرارات مستنيرة ومتماشية مع قيمهم الشخصية. وتكمن غايته في احترام حقوق المرضى وتخصيص الرعاية نهاية الحياة وفق احتياجات كل مريض.